# Cattedrale di San Paolo (Abidjan)
La cattedrale di San Paolo è la chiesa cattedrale dell'arcidiocesi di Abidjan, capitale economica della Costa d'Avorio.

## Storia
La costruzione della chiesa inizia nel 1980, quando in occasione della visita di papa Giovanni Paolo II ad Abidjan il presidente Félix Houphouët-Boigny lancia l'operazione Cattedrale d'Abidjan. La prima pietra viene posata dallo stesso papa nel luogo dove si trovavano l'antica prefettura e il carcere, in un rettangolo fra l'avenue Giovanni Paolo II, il boulevard Lagunaire, il Boulevard Angoulvant e la via che discende dal Boulevard Lagunaire. Progettista è l'italiano Aldo Spirito, che dopo aver disegnato una chiesa ancora più grande, la riduce su richiesta degli ivoriani per iniziare davvero i lavori il 15 febbraio 1983. In trenta mesi la cattedrale fu terminata.

## Esterno

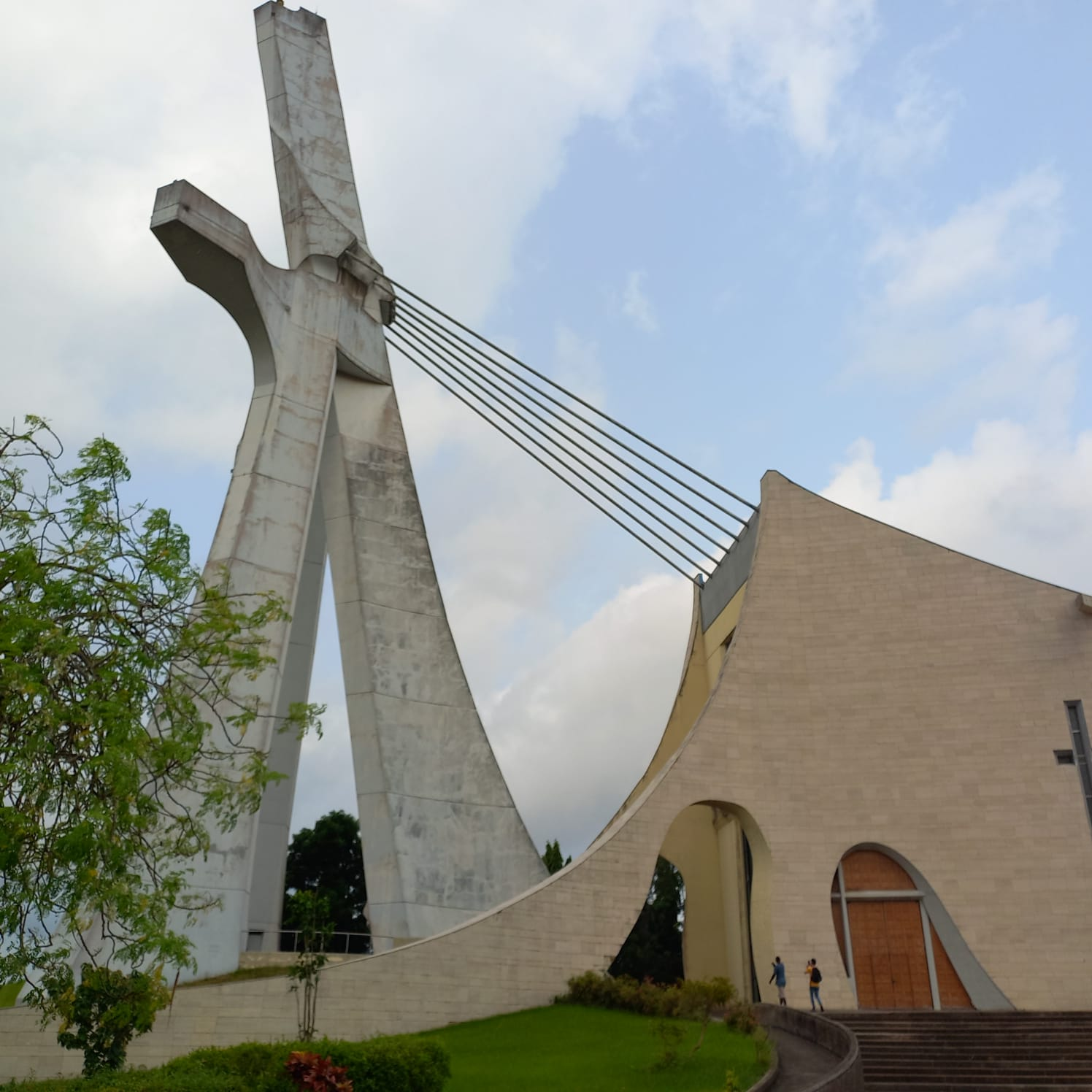
Facciata della Cattedrale

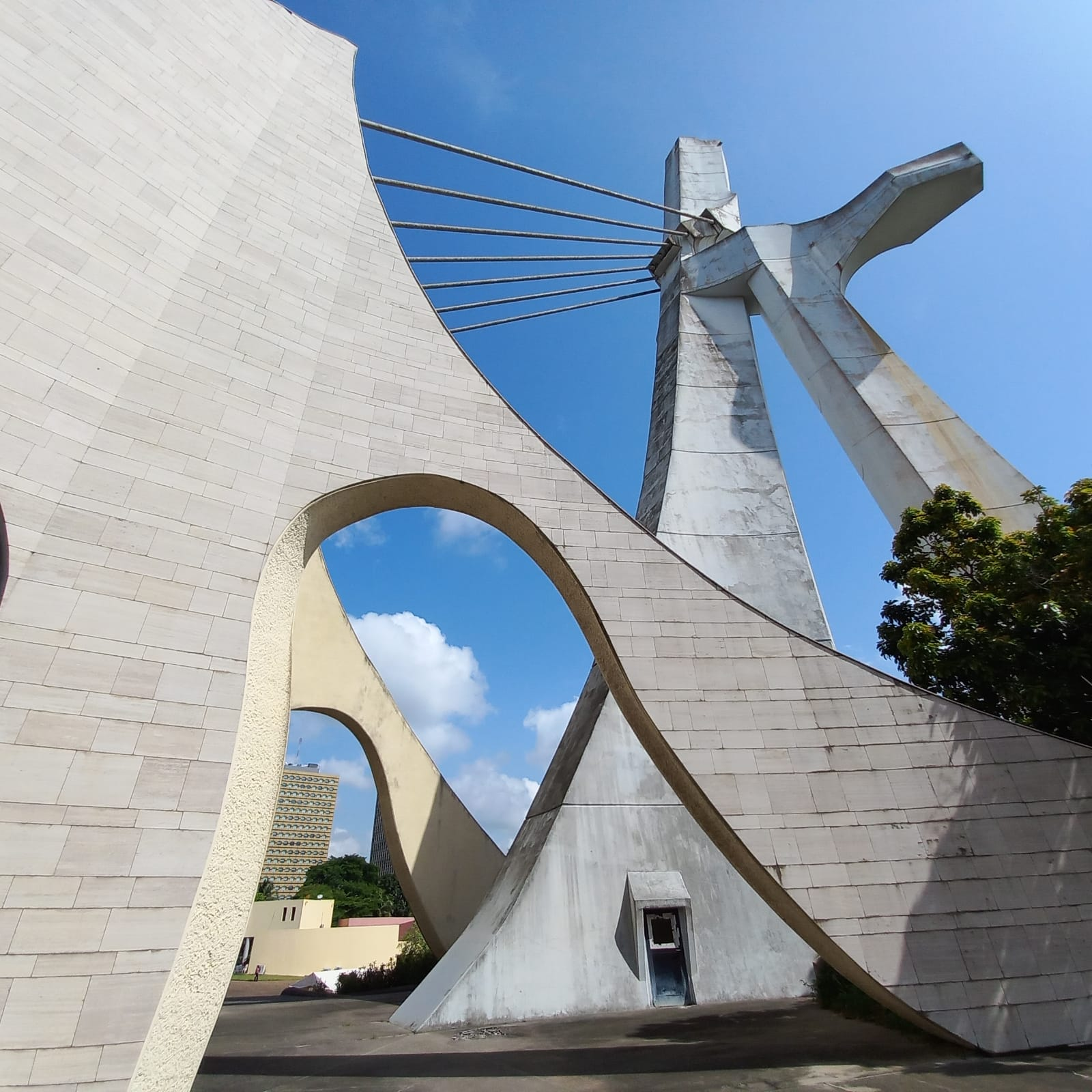
Particolare dell'esterno della Cattedrale

La cattedrale, preceduta da un campanile con tre torri secondarie ed una principale, è divisa in due parti: una a nord dell'altare con 500 posti destinata alla parrocchia, l'altra a sud dell'altare per le grandi cerimonie. La sua architettura triangolare si ispira al mistero della Trinità, ma poiché la Trinità rappresenta un tutt'uno, c'è un tetto a vela colorato di blu che riunisce i tre elementi. La forma triangolare vuole anche simboleggiare la chiesa in Africa che, nata dal coraggio di pochi uomini evangelizzatori, si moltiplica con rapidità e vigore.
La vela copre 4 500 m² e, appoggiata sul suo perimetro con 7 travi a cassone che sui lati sono sostenuti da 2 serie di 3 archi trasversali, non ha piloni in mezzo ma si appoggia ai tre campanili che la sostengono con funi che reggono la metà del peso della copertura; l'altra metà è tenuta dagli appoggi laterali e frontali della chiesa. Le funi sono sette come i sette sacramenti e le sette virtù teologali. 
I muri esterni sono ricoperti di travertino.
I tre campanili, rivestiti di una pittura plastica di colore grigio, che coprono una superficie di 500 m² hanno anch'essi forma triangolare e si uniscono a 45 metri d'altezza fino ad arrivare a 70 m per formare un solo corpo con forma di croce dovuta alle due terrazze che si dipartono dal punto d'unione dei tre campanili.
I muri laterali della cattedrale si prolungano al di là della parete frontale come due zanne d'elefante che a loro volta si prolungano per riallacciare i campanili come per simboleggiare la Costa d'Avorio che si allaccia alla torre della religione cattolica.
La cattedrale e i suoi campanili sono illuminati di notte.
Nel giardino esterno, si trovano le stazioni della Via Crucis, il cui percorso si snoda fra scalinate che diventano ripide a seconda delle sensazioni fisiche del calvario. Le stazioni, opera di Roberto Franzosi, sono bassorilievi in ceramica su pannelli di cemento.

## Interno

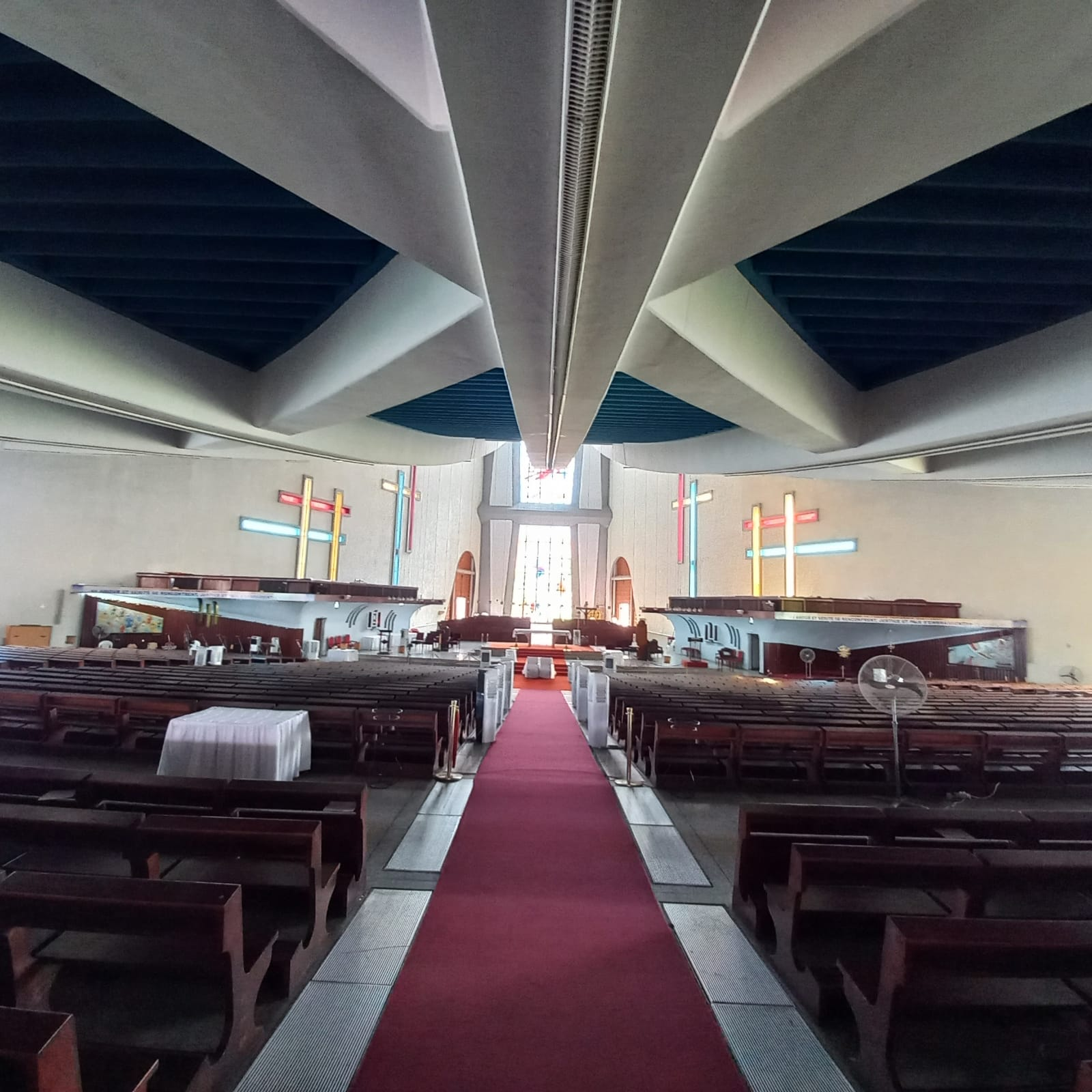
Interno della Cattedrale

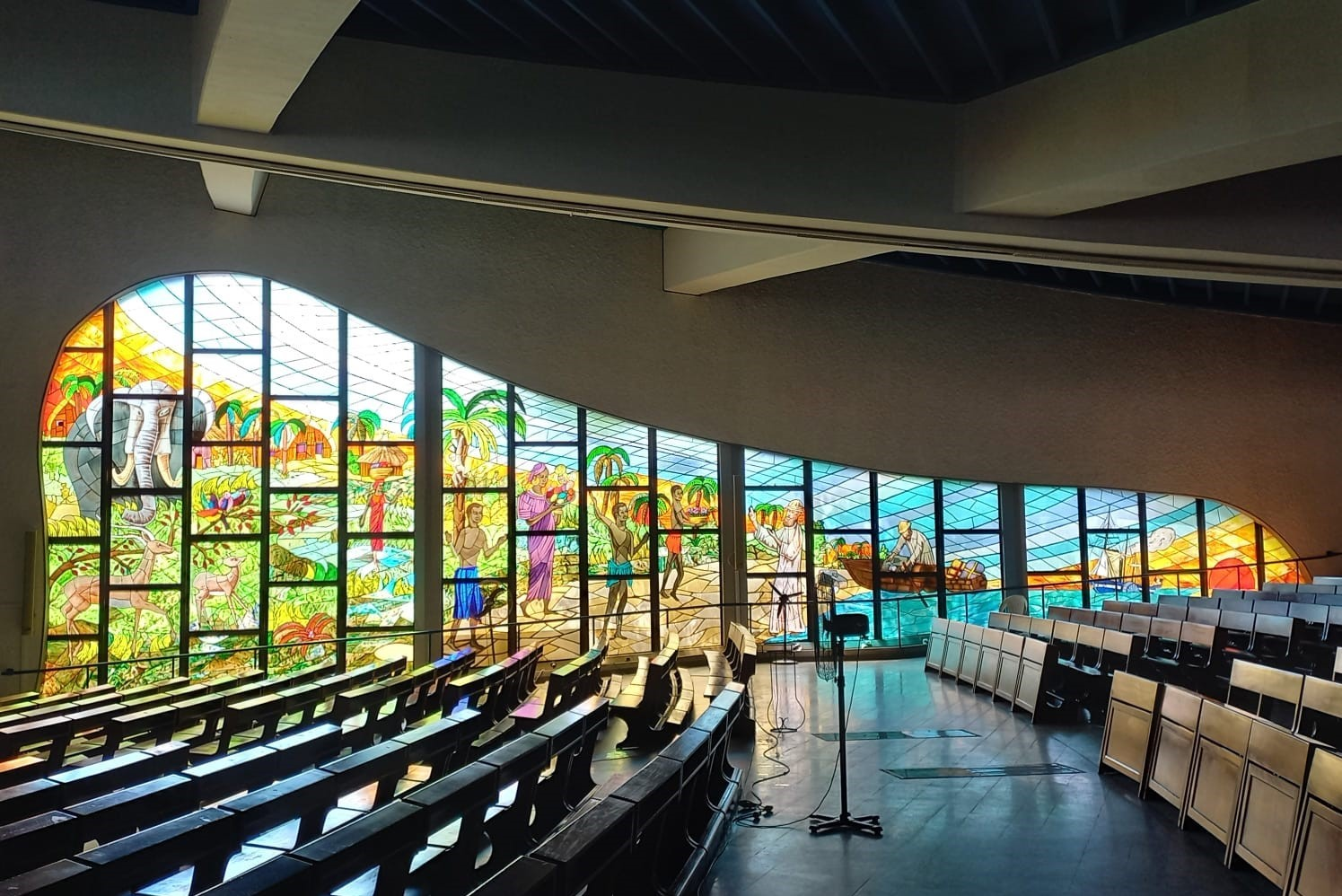
Vetrata della Cattedrale vista dal suo interno

L'interno ha forma a cavea, con l'altare in posizione centrale che separa la zona delle attività di tutti i giorni da quelle delle grandi feste. Da ogni lato della chiesa è possibile vedere l'altare maggiore, per simboleggiare la divulgazione della parola cristiana.
Da una parte e dall'altra dell'altare maggiore sono situate due sacrestie, una sormontata da un organo elettronico, l'altro dal coro. Anche questa disposizione riporta il simbolo della Trinità, con il verbo che nasce sull'altare, la musica dall'organo e il canto dal coro. 
Le mura interne hanno un rivestimento di colore bianco. Il pavimento è in granito bicolore per indicare il senso di circolazione della folla che vi si riunisce.
In concomitanza con le 7 travi, quadri delle virtù teleogali di Roberto Franzosi.
Nell'angolo sud-ovest si trovano le fonti battesimali in travertino. Nell'angolo sud-est ci sono i confessionali in legno Amazakoue.
L'illuminazione della cattedrale è garantita da barre luminose fissate sui cassoni. 
Tutte le vetrate artistiche, opera di Roberto Franzosi, sono illuminate dall'interno. Tra esse si notano quella che raffigura Dio che acceca San Paolo sulla via di Damasco, la Tempesta sul lago di Galilea, e i primi missionari in Africa.

## Arcivescovado
Nel giardino che circonda la cattedrale è situato l'arcivescovado (1 500 m²) con gli uffici e l'abitazione del cardinale e dei vescovi vicari.
Ha forma di stella cometa e vuole rappresentare la nascita di Cristo. Il cuore della stella è il luogo di lavoro dei vescovi, la coda la residenza del cardinale.

## Centro socio-culturale
Nel giardino è situato anche il centro socio-culturale (2000 m²) che comprende il patronato, la sala per il catechismo, la biblioteca, il museo della religione e la sala per le riunioni.